# Madagascar Biodiversity Center
Madagascar Biodiversity Center is een gezamenlijk project van het Bibikely Biodiversity Institute, de California Academy of Sciences en de regering van Madagaskar. Het doel is de studie en bescherming van Madagaskars biodiversiteit.
Het MBC werd in 2002 opgericht door bioloog Brian Fisher van de California Academy of Sciences, tevens directeur van het Bibikely Biodiversity Institute. Het hoofdkantoor van het MBC staat sinds 2004 in de dierentuin van Tsimbazaza in de hoofdstad Antananarivo. Het MBC werkt hier nauw samen met de Academie voor Wetenschappen van Antananarivo.
Er wordt onderzoek gedaan naar geleedpotigen en er worden educatieve programma's verzorgd om tot een beter begrip te komen omtrent Madagaskars ecosystemen.
Bibikely Biodiversity Institute · Groupe d'Étude et de Recherche sur les Primates de Madagascar (GERP) · Madagascar Biodiversity Center · Madagascar Fauna Group · Madagascar National Parks · Velondriake